# بحرة (مكة)
بحرة، التي كانت تُعرف سابقاً بأسماء مثل القرين أو (مشطقة الجمالة)، هي مدينة سعودية والمركز الإداري لمحافظة بحرة التابعة لمنطقة مكة المكرمة، بالمملكة العربية السعودية. تعد بحرة وادياً من أودية وادي فاطمة. كانت بحرة محطة توقف واستراحة تاريخية وممر عبور لقوافل الحجيج في رحلتهم إلى مكة المكرمة، وكذلك عند عودتهم منها، حيث كانوا يغادرون البلاد عبر ميناء جدة البحري. كما تتشابه بحرة في اسمها مع بحرة الرغاء الموجودة في وادي ليه بالطائف. ويبلغ عدد سكانها 70,118 نسمة.

## التاريخ
كانت بلدة بحرة قديما محطة للحجاج، بسبب موقعها بين مكة وجدة، وأيضا تعتبر بحرة أول بلدة يمر من وسطها طريق معبد في المملكة العربية السعودية، وهو الطريق الواصل ما بين مكة المكرمة وجدة. تشتهر بحرة بتاريخها العريق في الزراعة، حيث كانت تتلقى كميات كبيرة من مياه الأمطار مما جعلها ملتقى لتجمع السيول. هذا المناخ الملائم ساهم في زراعة مجموعة متنوعة من المحاصيل، بما في ذلك الخضروات والفواكه والقمح والبرسيم والأعلاف. كما كانت النخيل والحناء من بين المنتجات الزراعية المهمة في المنطقة. إضافة إلى ذلك، تنتشر في بحرة أشجار النبق واللوز الهندي، مما يعكس تنوعها البيئي والزراعي.

## الموقع
تقع بحرة في إقليم تهامة أسفل وادي فاطمة ما بين مدينتي جدة ومكة.

## الأحياء والتجمعات السكانية
تنقسم إلى عدة أحياء وتجمعات سكانية هي (بلدة بحرة القديمة - مدينة بحرة الجديدة - حي بحرة المجاهدين - حي المرسلات - حي نجد - قرى حداء - قرية القديرة - قرية الشميسي - قرى عمق).